# Али, Мохаммед Исса
Мохаммед Исса Али (сомал. Maxamed Ciise Cali, араб. ‎محمد عيسى علي) (род. в 1956) ― сомалийский военный и политический деятель, инженер, командующий ВМФ Сомали. Был директором Технической морской школы при ВМФ Сомали в 1981―1982 гг, а также был преподавателем в ней же. Служил в ВМФ Сомали с 1975 по 1991 год и занимал ряд командных должностей. Перед началом Гражданская войны в Сомали имел звание полковника.

## Биография

### Ранние годы
Мохаммед Исса Али родился в 1956 году в городе Ласъанод на севере Сомали. Учился в средней школе в Ласъаноде и в Шейхе, провинция Тогдер. Окончил с отличием Сомалийский национальный университет и получил диплом бакалавра наук в области машиностроения. Позднее отправился на учёбу Военном инженерно-техническом университете в Ленинграде и окончил его с отличием, получив диплом магистра в области электромеханики. Затем посещал курсы в Академия береговой охраны США и продолжил учёбу на командном факультете в Военно-морском колледже в США, где написал диссертацию о политике социалистического Сомали..Также проходил подготовку в нескольких Военно-морских институтах в США, в том числе в Военном институте иностранных языков.

### Военно-морской флот Сомали
С 1982 по 1983 был директором Морской школы при ВМФ Сомали, а также одним из её преподавателей. Затем был командиром военно-морской базы Бербера. В 1987 году Али был назначен заместителем начальника конструкторского отдела Генштаба ВМФ Сомали. Занимал её до 1991 года, когда в стране началась гражданская война.
В 1992 году начал работать в Объединенных Арабских Эмиратах в компании Мутува Марин Воркс в качестве главного инженера.

### Пунтленд
С 2004 по 2005 год занимал пост заместителя министра морского транспорта и рыболовства. В 2009 году после избрания Абдирахмана Фароле Мохамуда новым президентом Пунтленда Али был назначен на должность заместителя Министра морского транспорта, портов и борьбы с пиратством и пробыл на своем посту до тех пор до ухода Мохамуда с поста президента в 2014 году. Ныне является одним из самых высокопоставленных членов политической партии Хорсид. Участвовал в международных конференциях по борьбе с пиратством в Сомали и на Сейшельских островах.